# Церква святого Миколая (Тумин)
Церква святого Миколая — чинна дерев'яна церква, пам'ятка архітектури місцевого значення (охоронний № 248-Вл), у селі Тумин Затурцівської громади Володимирського району Волинської області. Парафія належить до Володимир-Волинської єпархії Православної Церкви України. Настоятель — Володимир Галайда.

## Історія
Історично в селі існувала Свято-Покровська церква, збудована 1725 року, яка була дерев'яною та вкритою ґонтом. У 1865 році її перебудували за державний кошт. Наприкінці XIX століття в Тумині було 60 дворів, 420 жителів і дерев'яна церква.
Нинішню дерев'яну церкву святого Миколая збудовано на кам'яному фундаменті за кошти парафіян. Будівництво розпочалося в 1894 році і було завершено в 1900 році. Всередині храму, у верхній частині стін, раніше був напис: «Храм цей збудований у 1894 році на пам'ять про одруження його імператорської величності Миколи ІІ». Під час ремонту в 1989 році цей напис зафарбували, замінивши його текстом молитви «Отче наш».
Церква не зазнала пошкоджень під час Першої та Другої світових воєн і залишалася постійно діючою. Згідно з довідником 1914 року, до церкви було приписано 32 десятини землі, а в селі діяла нова церковно-парафіяльна школа.
У радянський період, 1961 року, приміщення церкви було зняте з реєстрації владою, однак парафіянам вдалося зберегти майно храму. У 1970-х роках зловмисники викрали з церкви панікадило, чашу, напрестольний хрест та Євангеліє, вивізши їх до церкви в сусідньому селі Губин.
Дзвіниця, що є частиною будівлі храму, спочатку мала три дзвони, придбані парафіянами 1937 року. В радянські часи їх передали до Луцького музею дзвонів. Після відновлення діяльності церкви в 1989 році два дзвони вдалося повернути. Того ж року храм було відремонтовано, а дах перекрито новою оцинкованою бляхою.

### Перехід до ПЦУ
30 травня 2022 року релігійна громада села ухвалила рішення про перехід з УПЦ (МП) до Православної Церкви України. 31 травня єпископ Володимир-Волинський і Турійський Матфей задовольнив прохання парафіян про прийняття їх до кліру Володимир-Волинської єпархії ПЦУ.

## Архітектура
Церква дерев'яна, збудована на кам'яному фундаменті. Є типовим представником «єпархіального стилю», поширеного в Російській імперії наприкінці XIX — на початку XX століття. Будівля хрестоподібна в плані, з однією центральною банею на восьмигранному барабані та прибудованою із заходу дзвіницею, яка також увінчана банею. Дах та бані вкриті оцинкованою бляхою (з 1989 року).

## Охоронний статус
Рішенням виконавчого комітету Волинської обласної ради народних депутатів від 3 квітня 1992 року № 76 церкві надано статус пам'ятка архітектури місцевого значення з охоронним номером 248-Вл. Наказом Міністерства культури та інформаційної політики України від 5 липня 2023 року № 367 об'єкт занесено до Державний реєстр нерухомих пам'яток України.

## Галерея

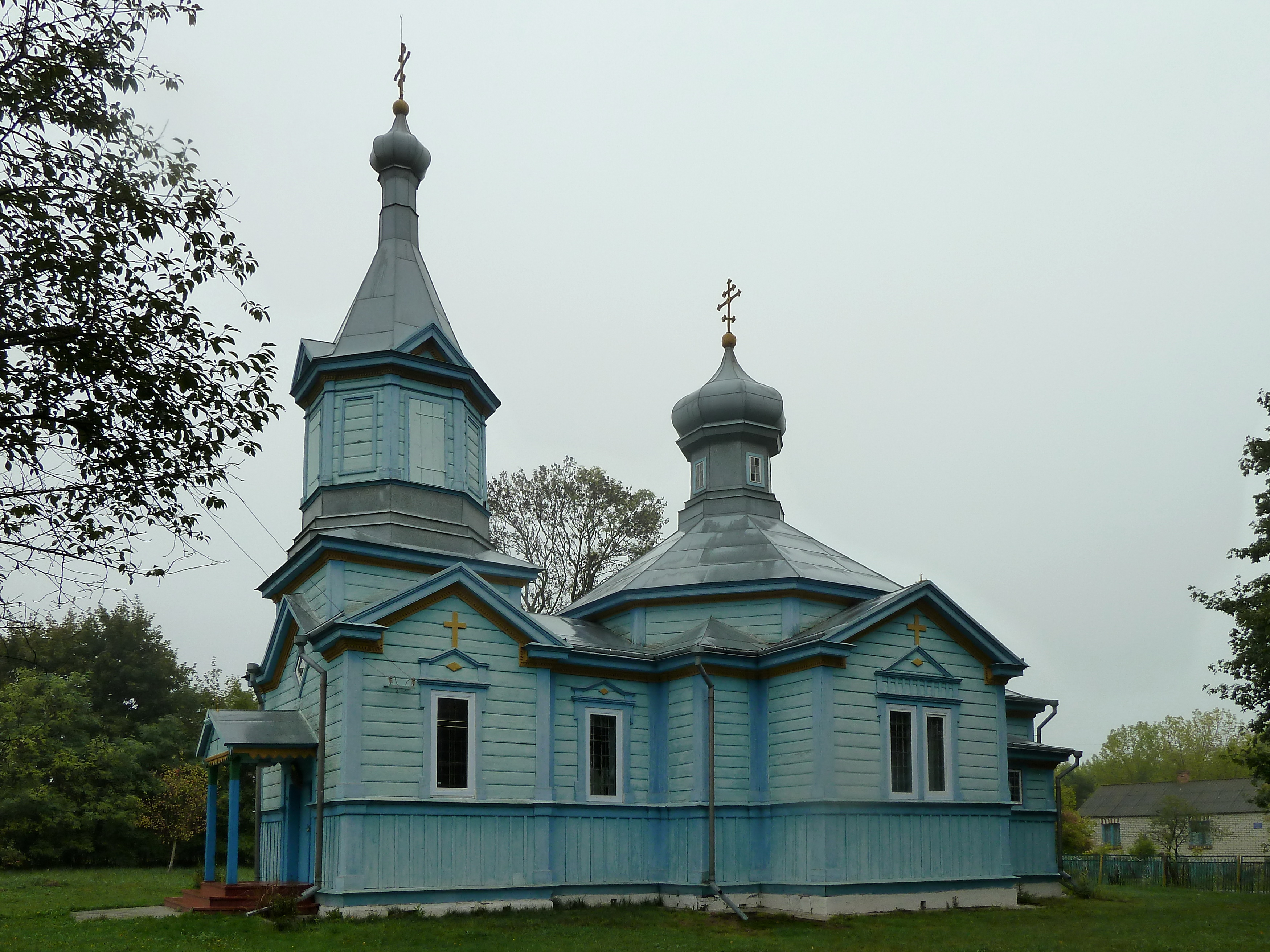
Вигляд з південного заходу
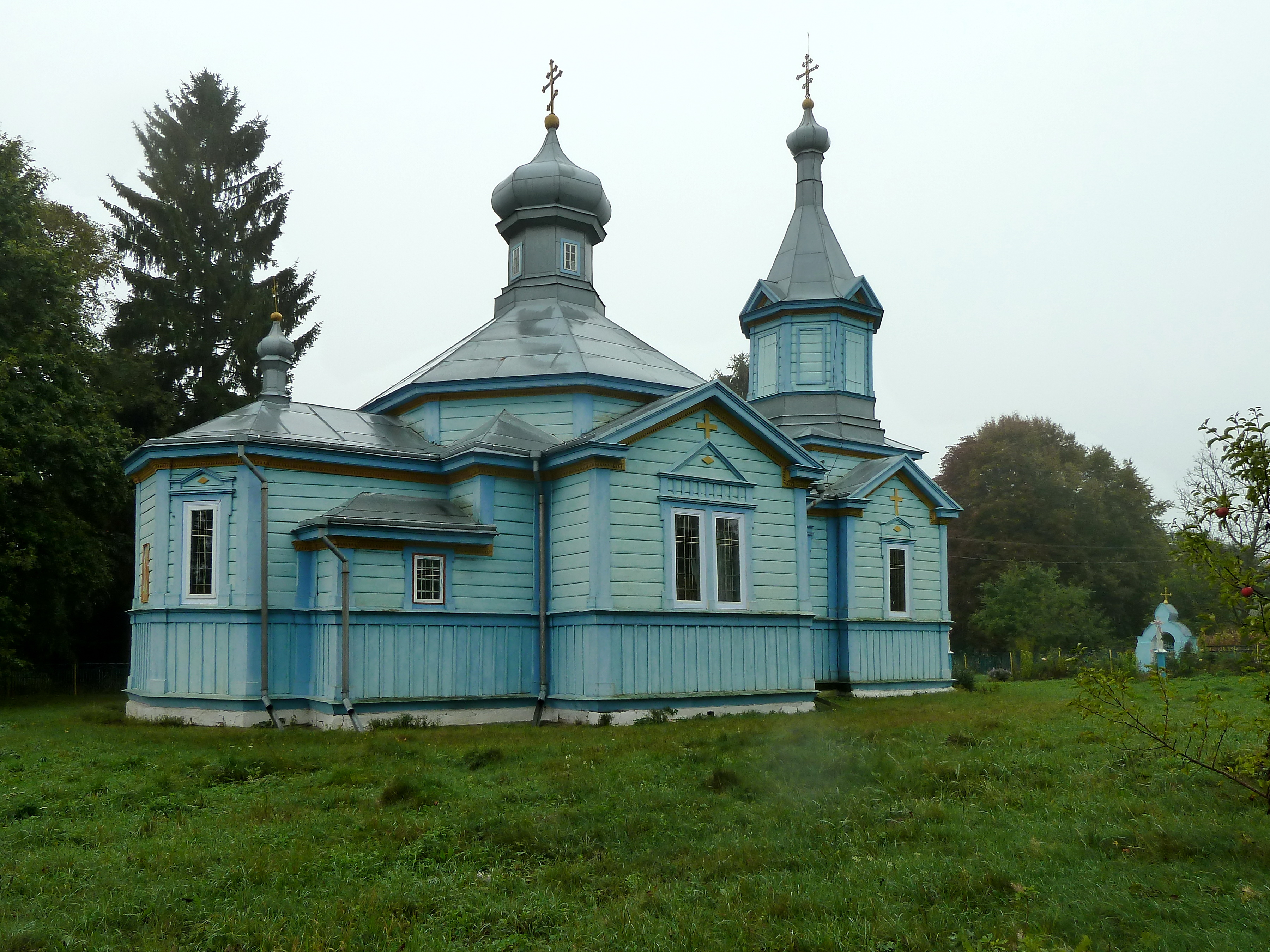
Вигляд з північного сходу
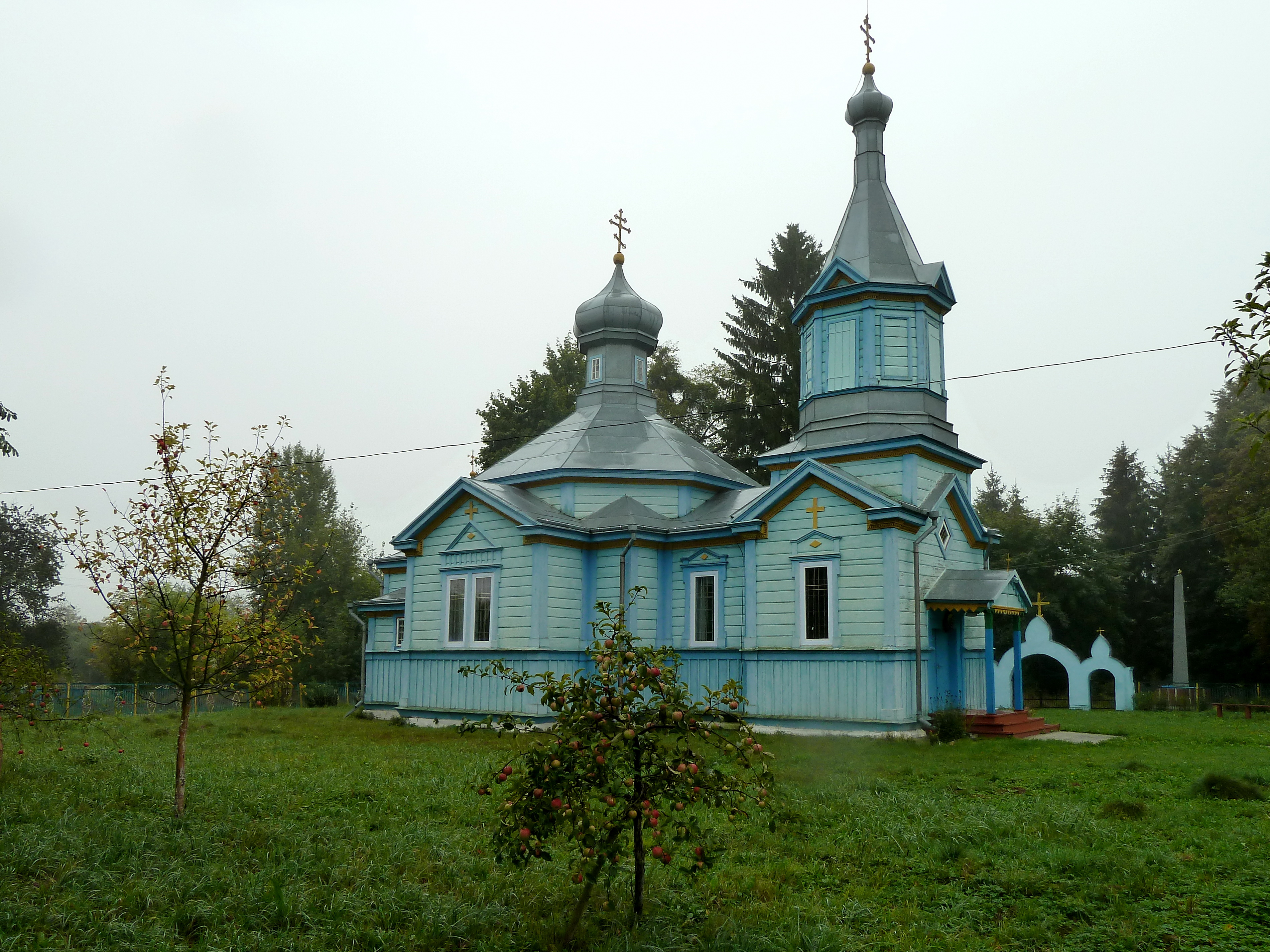
Вигляд з північного заходу
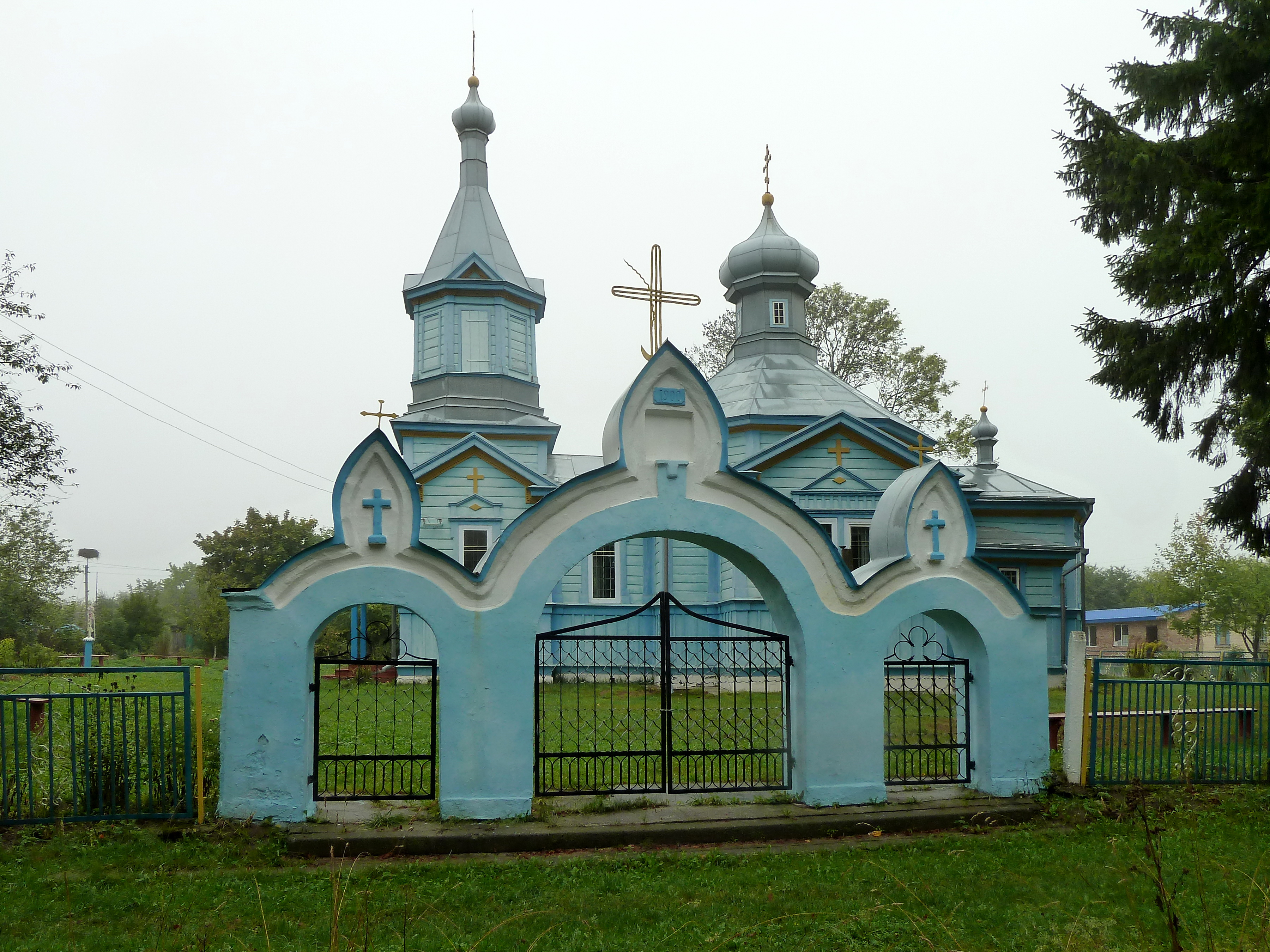
Церковна брама
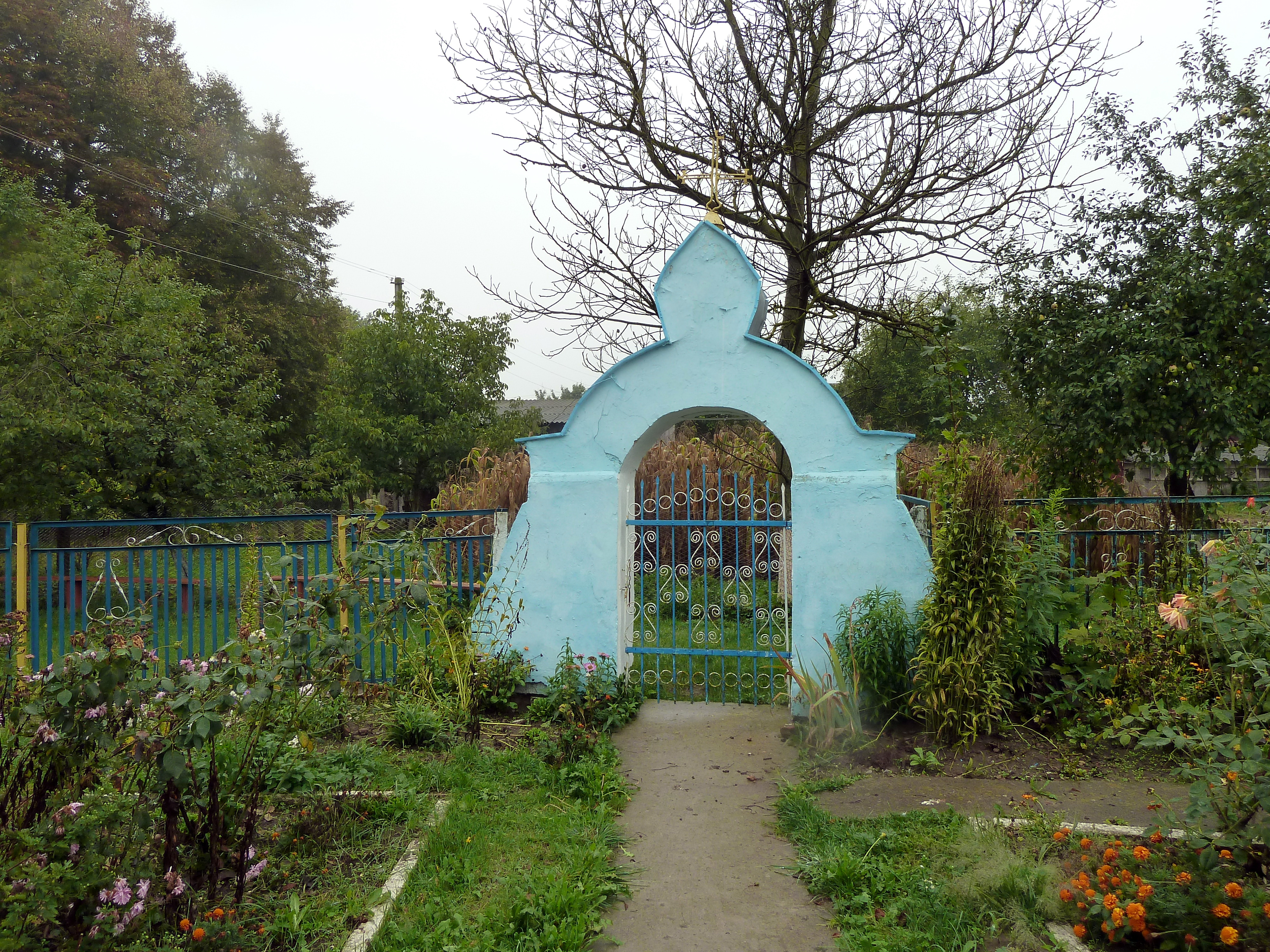
Церковна брама (інший ракурс)
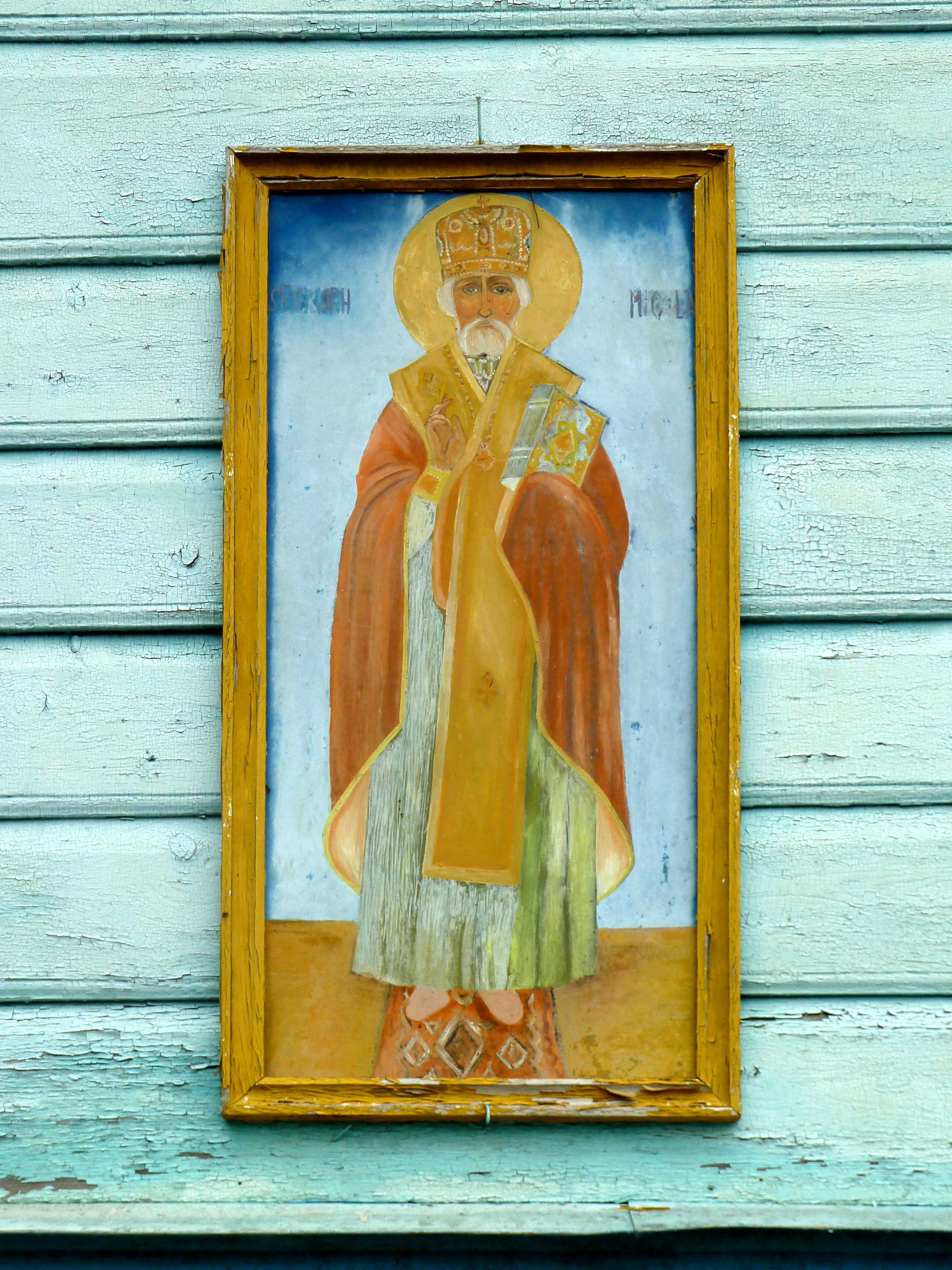
Ікона при вході
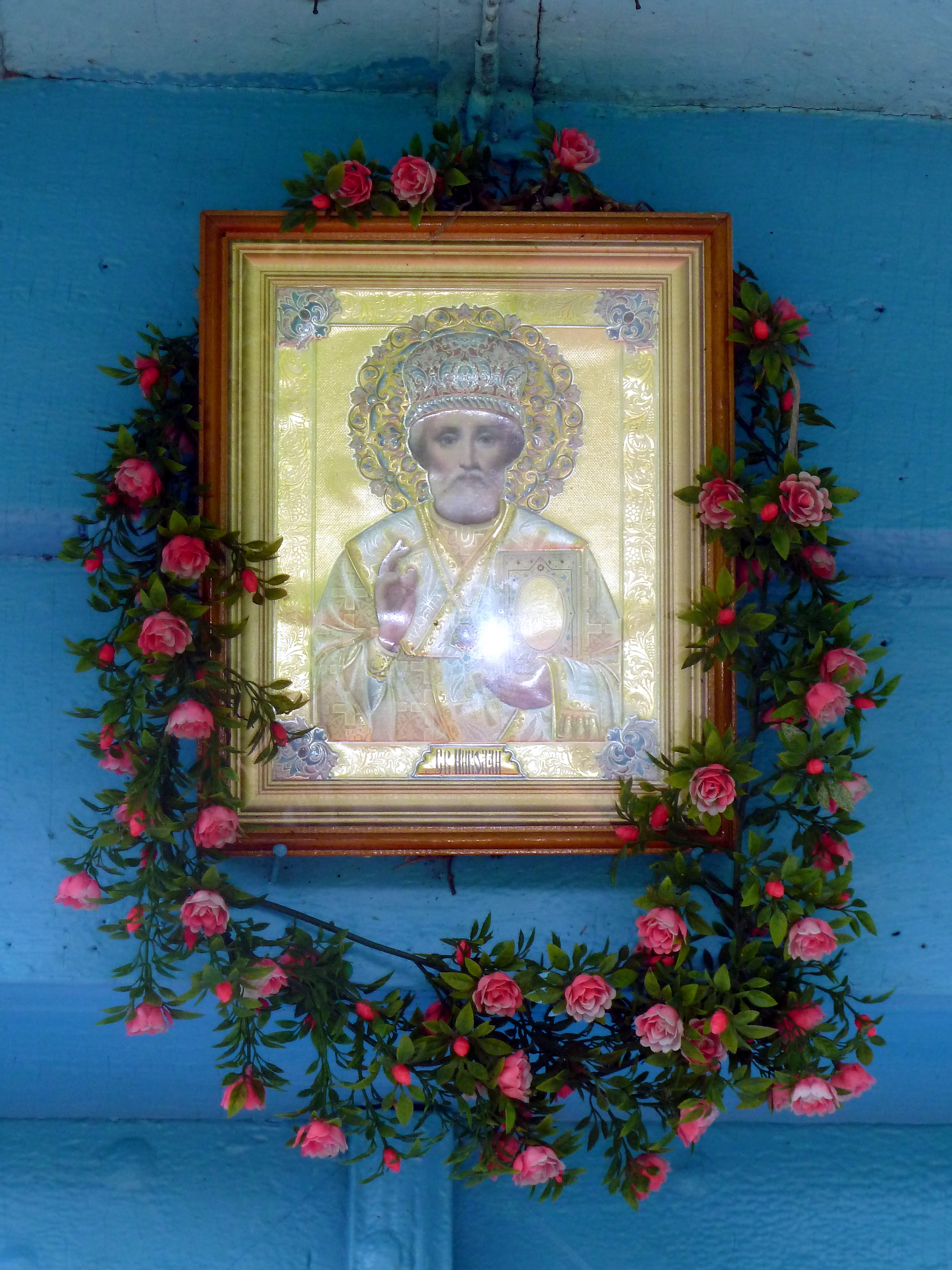
Ікона при вході (детальний вигляд)